# Copa Polinèsia 1998
La Copa Polinèsia 1998 va ser la segona edició del torneig que englobava els països d'aquesta regió geogràfica d'Oceania. Es va disputar a les Illes Cook entre el 2 de setembre i el 8 de setembre.
Tahití va aconseguir el seu segon títol després de vèncer en tots els encontres i es va classificar, juntament amb les Illes Cook, per a la Copa de les Nacions de la OFC.

## Classificació
| Equip           | Punts | PJ | PG | PE | PP | GF | GC | Dif |
| --------------- | ----- | -- | -- | -- | -- | -- | -- | --- |
| Tahití          | 12    | 4  | 4  | 0  | 0  | 27 | 1  | 26  |
| Illes Cook      | 7     | 4  | 2  | 1  | 1  | 8  | 11 | -3  |
| Samoa           | 6     | 4  | 2  | 0  | 2  | 8  | 7  | 1   |
| Tonga           | 4     | 4  | 1  | 1  | 2  | 5  | 9  | -4  |
| Samoa Americana | 0     | 4  | 0  | 0  | 4  | 3  | 23 | -20 |

| French Polynesia |
| Campió Tahití    |
| segon títol      |